# Karl von Pallavicini
Graf Johann Karl von Pallavicini (ital. = Gian Luca Pallavicini) (* 24. Januar 1756 in Genua; † 3. März 1789 in Temesvár) war k. k. Generalmajor und Ritter des Maria-Theresia-Ordens.

## Herkunft
Er entstammt der Genueser Familie Pallavicini. Seine Eltern waren Alessandro Marchese Pallavicini & 2°Conde de Yebes (1676–1762) und Livia de' Mari (1700–1780). Er war ein naher Verwandter von Johann Lucas von Pallavicini (1697–1773), der ihn für eine militärische Laufbahn empfahl und förderte.

## Leben
Er hatte eine vortreffliche Erziehung erhalten, zudem war er ein ausgezeichneter Tänzer. 1768 nahm er an einem Ball teil, wo er der Kaiserin auffiel. Diese wählte daraufhin eine der Erzherzoginnen als seine Partnerin, was aber nur Kammerherren zustand, so wurde bereits mit zwölf Jahren zum Kammerherren ernannt.
Im Alter von 20 Jahren erhielt er eine Stelle als Hauptmann im Infanterieregiment No. 15, dessen Inhaber sein Vater war. In diesem Regiment stieg er bis 1773 zum Oberst auf.
Während des Bayrischen Erbfolgekrieges erkämpfte er sich 1779 das Ritterkreuz des Maria Theresia-Ordens. Als am 18. Januar 1779 Habelschwerdt erstürmt und erobert wurde, führte er die zweite Sturmkolonne, welche aus einem Bataillon seines Regiments und einer Division Kroaten und zwei Schwadronen Husaren bestand. Er öffnete persönlich das Glatzische Tor, vertrieb die Hauptwache, erbeutete 10 Fahnen, 2 Kanonen und machte 22 Offiziere und 533 Mann zu Gefangenen. Anschließend wurde er mit den Siegestrophäen nach Wien geschickt, wo er am 28. Januar eintraf, worauf ihn Kaiser Joseph II. zum Generalmajor beförderte.
Im Jahr 1787 wurde der Graf Inhaber des Infanterieregiment No. 8 und kommandierte im 8. Türkenkrieg eine Brigade im Corps des Feldmarschall-Lieutenants Graf Wartensleben. Beim Rückzug nach Fehnisch wurde er in der Nacht vom 13./14. September 1788 im Gefecht bei Armenisch im Banat schwer verwundet und musste zur nach Temesvár gebracht werden. Nach mehrmonatlichem Leiden starb er an 3. März 1789 an den Folgen seiner Verwundung.

## Familie
Sein älterer Cousin Stefano Ludovico Pallavicini (1729–1812) führte die Hauptlinie der genuesischen Familie weiter. Johann Karl von Pallavicini hinterließ einen Sohn, Eduard Pallavicini (1787–1839), der seinerseits sieben Kinder hatte und mehrere Zweige der Familie in Österreich-Ungarn begründete.
Pallavicini heiratete die Gräfin Leopoldine Zichy von Vasonykeö (* 14. Oktober 1758; † 28. Juni 1846). Das Paar hatte einen Sohn:
- Eduard von Pallavicini (* 9. März 1787 - † 20. April 1839) ⚭ 1806 Gräfin Josephine von Hardegg-Glatz (* 2. Mai 1784 - † 23. Dezember 1850), Tochter von Johann Franz zu Hardegg († 1808).[4]